# 吉普·顿珠平措
吉普·顿珠平措（藏語：སྐྱིད་སྦུག་དོན་གྲུབ་ཕུན་ཚིགས，威利转写：skyid sbug don grub phun tshogs，1932年—2004年9月22日），生于西藏江孜县，中华人民共和国官员。

## 生平
1952年7月参加工作。历任江孜县公安局副局长，江孜专署办公室藏文秘书，日喀则地区政协秘书长，西藏自治区政协副秘书长，西藏自治区工商联筹备组副组长。第一、二届西藏自治区工商联会长。
吉普·顿珠平措是第九、十届全国政协委员，第四、五、六、八届西藏自治区政协常委。
2004年9月22日，吉普·顿珠平措在拉萨病逝，享年72岁。

## 家庭
- 兄：吉普·平措次登
- 前妻：吉普·阿旺白姆，曾和吉普·平措次登、吉普·顿珠平措组成一妻多夫家庭，后进行婚姻改革，与吉普·平措次登组成新家庭。[2]